# Gösta Ekman (1939-2017)
Pour l’article homonyme, voir Gösta Ekman.
Hans Gösta Gustaf Ekman dit Gösta Ekman, né le 28 juillet 1939 à Stockholm et mort le 1er avril 2017 dans la même ville, est un acteur et réalisateur suédois, petit-fils de l'acteur Gösta Ekman.

## Biographie
Gösta Ekman est le fils du réalisateur et acteur suédois Hasse Ekman et d'Agneta Wrangel af Sauss, et le petit-fils de l'acteur Gösta Ekman. Il est le frère de Krister, Mikael et Stefan Ekman, le demi-frère de Fam Ekman et l'oncle de Sanna Ekman. Il est marié depuis 1989 à Marie-Louise Ekman.
Gösta Ekman a commencé sa carrière cinématographique en tant qu'assistant de son père, Hasse Ekman, au milieu des années 1950. Il fut également l'assistant d'Ingmar Bergman durant une courte période. En 1963 commence sa collaboration avec le duo comique Hans Alfredson et Tage Danielsson (Hasseåtage, ou « Hasse et Tage ») au sein du spectacle Konstgjorda Pompe dont les représentations ont lieu au Gröna Lund. C'est cette collaboration avec le duo Hasseåtages qui va le faire connaître du grand public.

## Filmographie partielle

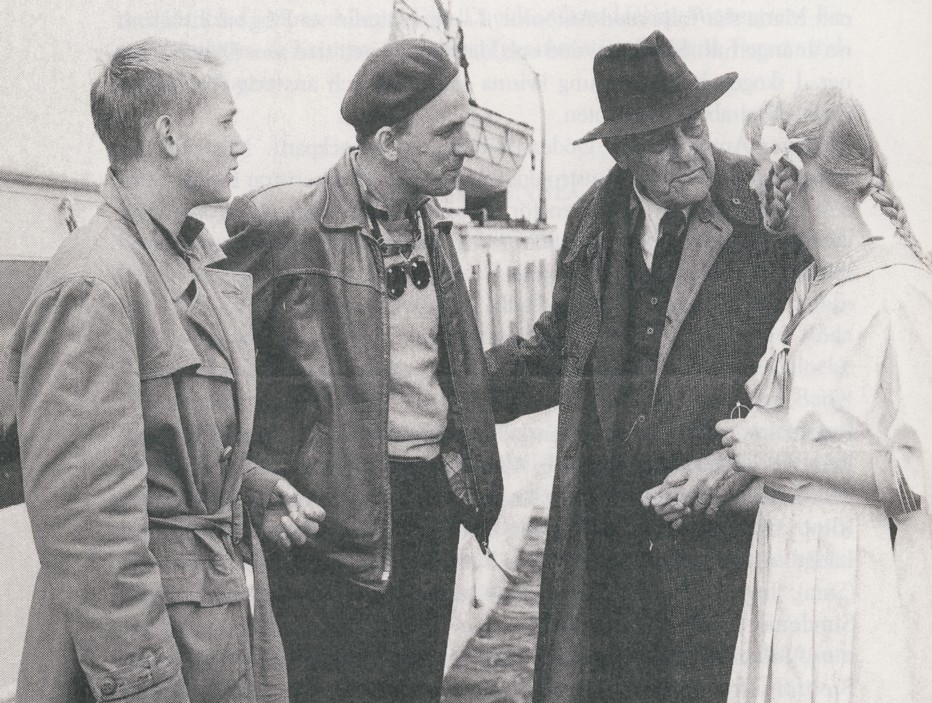
Gösta Ekman (à gauche), Ingmar Bergman, Victor Sjöström et Lena Bergman lors du tournage de Les Fraises sauvages (1957).

### Comme acteur
- 1964 : Äktenskapsbrottaren de Hasse Ekman
- 1965 : Att angöra en brygga, de Tage Danielsson
- 1969 : Duo pour cannibales (Duett för kannibaler) de Susan Sontag
- 1972 : L'Homme qui a renoncé au tabac (Mannen som slutade röka) de Tage Danielsson
- 1978 : Les Folles Aventures de Picasso (Picassos äventyr), de Tage Danielsson
- 1982 : L'Assassin candide (Den Enfaldige mördaren), de Hans Alfredson
- 1993 : Roseanna de Daniel Alfredson : Martin Beck

### Comme réalisateur
- 1986 : Morrhår & ärtor
- 2005 : Asta Nilssons sällskap (coréalisation de Marie-Louise De Geer Bergenstråhle)